# Абайський сільський округ (Іртиський район)
Аба́йський сільський округ (каз. Абай ауылдық округі, рос. Абайский сельский округ) — адміністративна одиниця у складі Іртиського району Павлодарської області Казахстану. Адміністративний центр та єдиний населений пункт — село Голубовка.
Населення — 760 осіб (2021; 985 у 2009, 1270 у 1999, 1241 у 1989).
Станом на 1989 рік існувала Абайська сільська рада (села Голубовка, Степне). Село Степне було ліквідовано 2001 року.

## Склад
До складу округу входять такі населені пункти:
| Населений пункт | Старі назви | Населення, осіб (1989) | Населення, осіб (1999) | Населення, осіб (2009) | Населення, осіб (2021) |
| --------------- | ----------- | ---------------------- | ---------------------- | ---------------------- | ---------------------- |
| Голубовка, село | -           | 1197                   | 1222                   | 985                    | 760                    |
| Степне, село    | -           | 44                     | 48                     | -                      | -                      |